# Rembrandt Peale
Pour les articles homonymes, voir Peale et Rembrandt.
Rembrandt Peale, né le 22 février 1778 dans le comté de Bucks (Pennsylvanie) et mort le 3 octobre 1860, à Philadelphie, est un artiste peintre néo-classique américain.

## Biographie
Il est le second fils du fameux portraitiste Charles Willson Peale qui enseigne à tous ses enfants les bases de l'art du portrait et de la scène de genre. Rembrandt Peale commence à dessiner à l'âge de 8 ans.
Après la mort de sa mère et le remariage de son père, il quitte l'école d'art où il s'est inscrit et peint son premier autoportrait alors qu'il n'a que 13 ans.
En juillet 1787, Charles Wilson Peale présente son fils Rembrandt au militaire et politicien George Washington. En 1795, alors que Rembrandt Peale est âgé de 17 ans, il a le privilège de faire le portrait du grand homme d'État, ce qui lance sa carrière. En 1810, il séjourne à Paris de juin à septembre. Il retourne dans la capitale française d'octobre 1809 à novembre 1810 pour étudier l'œuvre du peintre néo-classique Jacques-Louis David qui imprime une durable influence sur son art. À son retour en Amérique, il regagne Philadelphie pour s'y faire un nom, mais est encouragé par le président Thomas Jefferson à retourner en Europe. En 1814, il est de nouveau à Baltimore afin de préparer l'ouverture du premier musée de la ville.
En 1822, il s'installe à New York et s'intéresse aux œuvres des peintres John Trumbull et Gilbert Stuart. En 1826, il participe à la fondation de l'Académie américaine de design de New York. En 1828, il se rend à Rome avec son fils Michael Angelo, âgé de 15 ans, qui est déterminé à suivre les traces de son père. De retour à Philadelphie, il y passe ensuite l'essentiel de sa carrière.
Artiste prolifique, Rembrandt Peale a peint plus de 600 tableaux. Il demeure principalement connu pour ses portraits d'hommes célèbres, tels que George Washington et Thomas Jefferson, et pour ses autoportraits.
Il est enterré dans le cimetière de Woodlands à Philadelphie(p35).

## Galerie

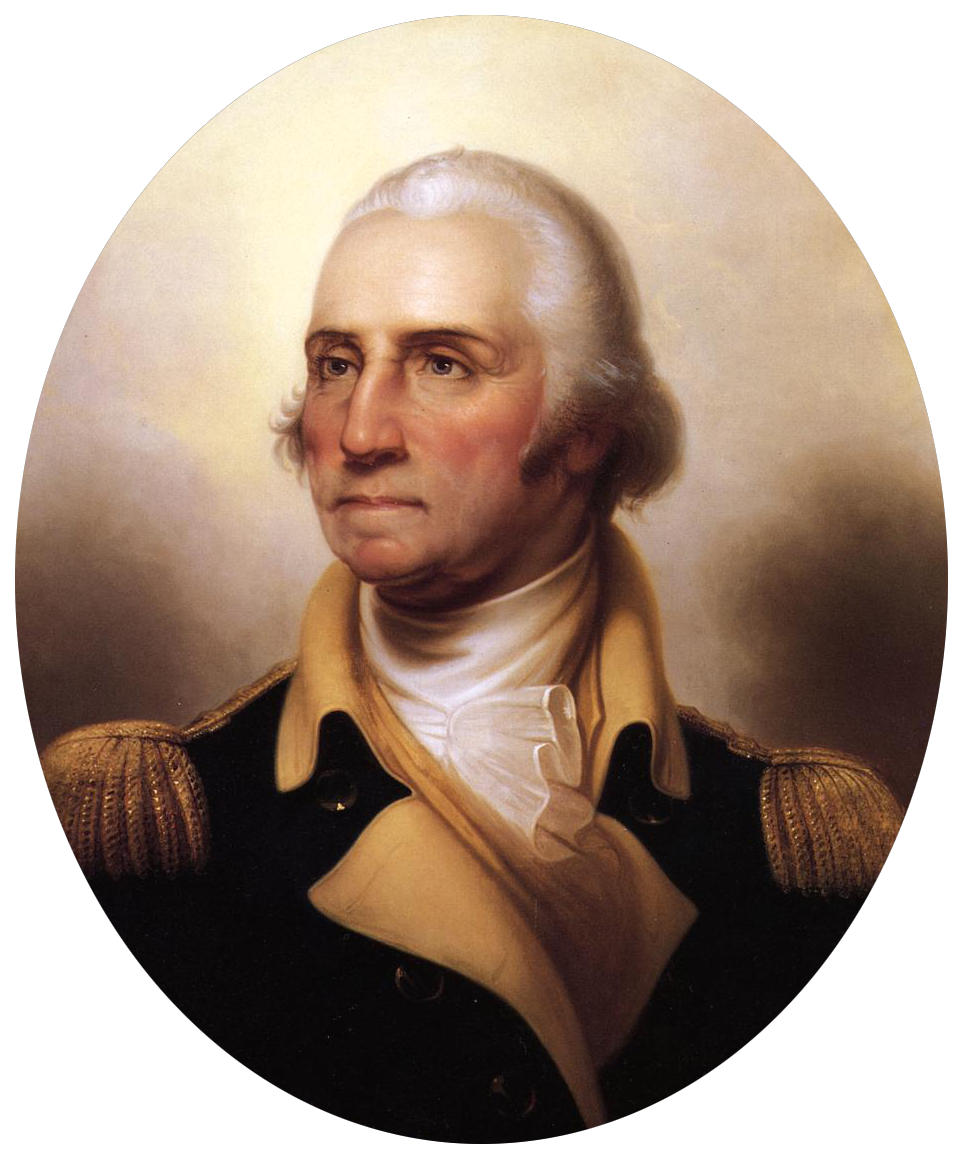
Portrait de George Washington (1795 - 1823)
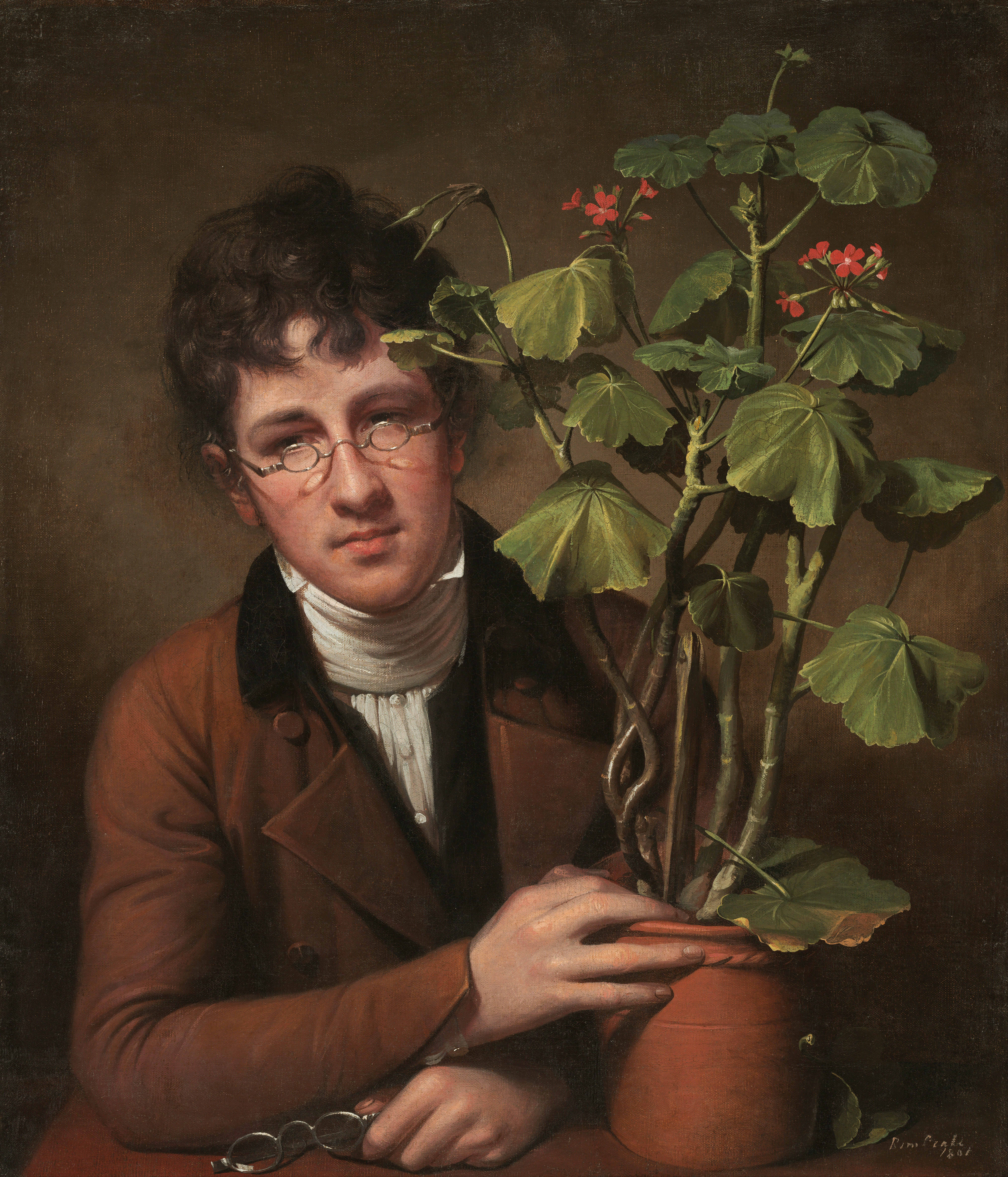
Rubens Peale avec un géranium (1801)
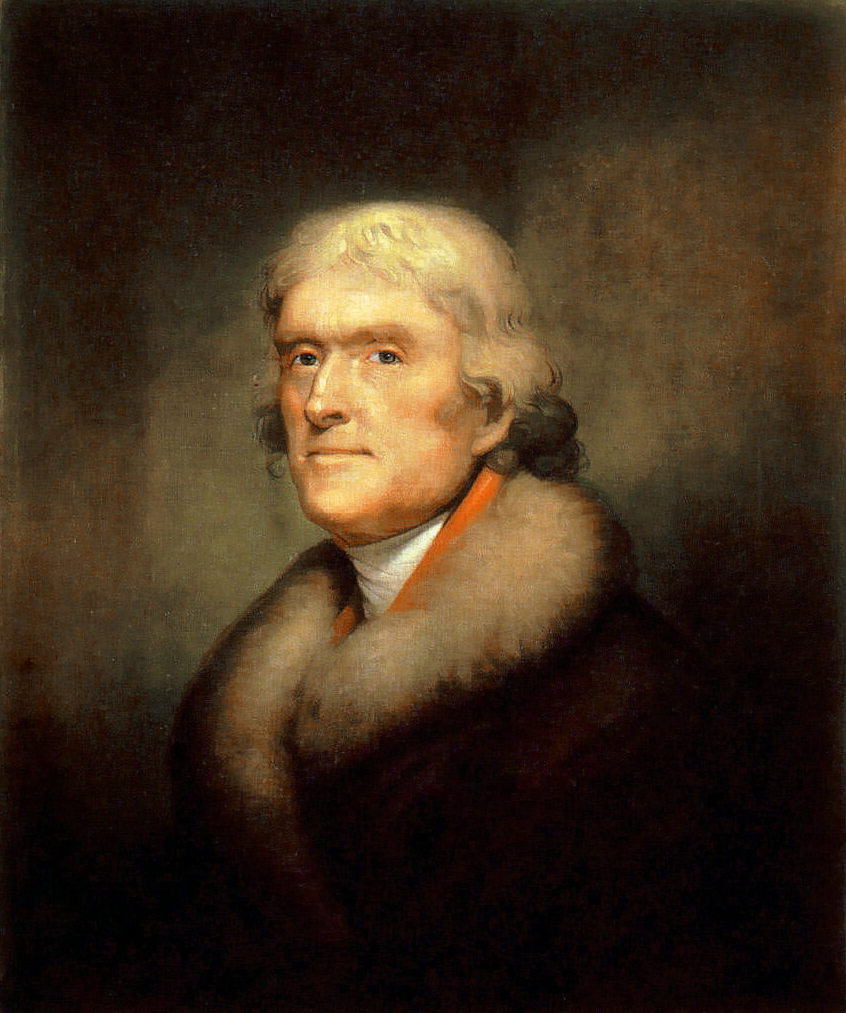
Portrait de Thomas Jefferson (1805)
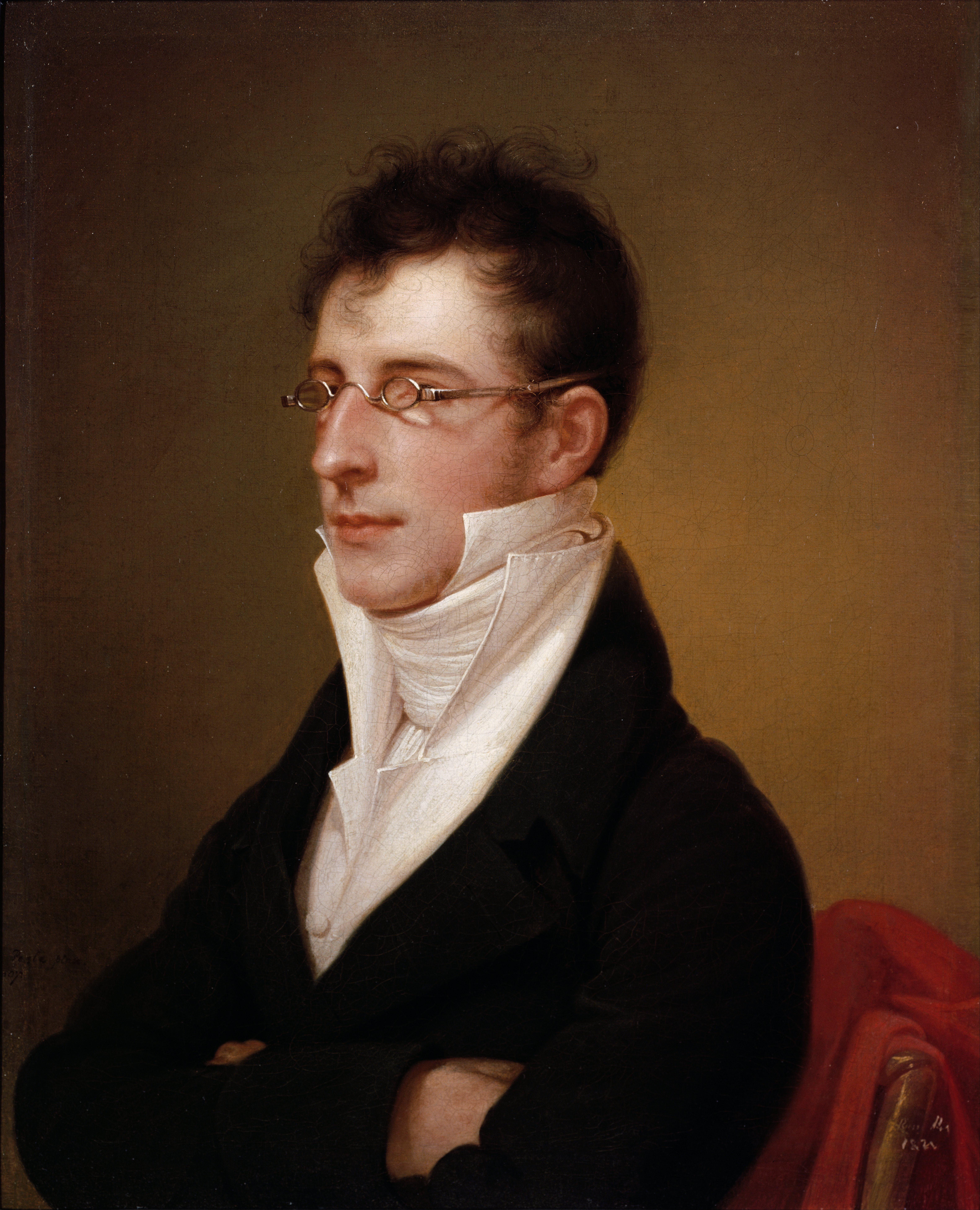
Portrait de Rubens Peale (1807)
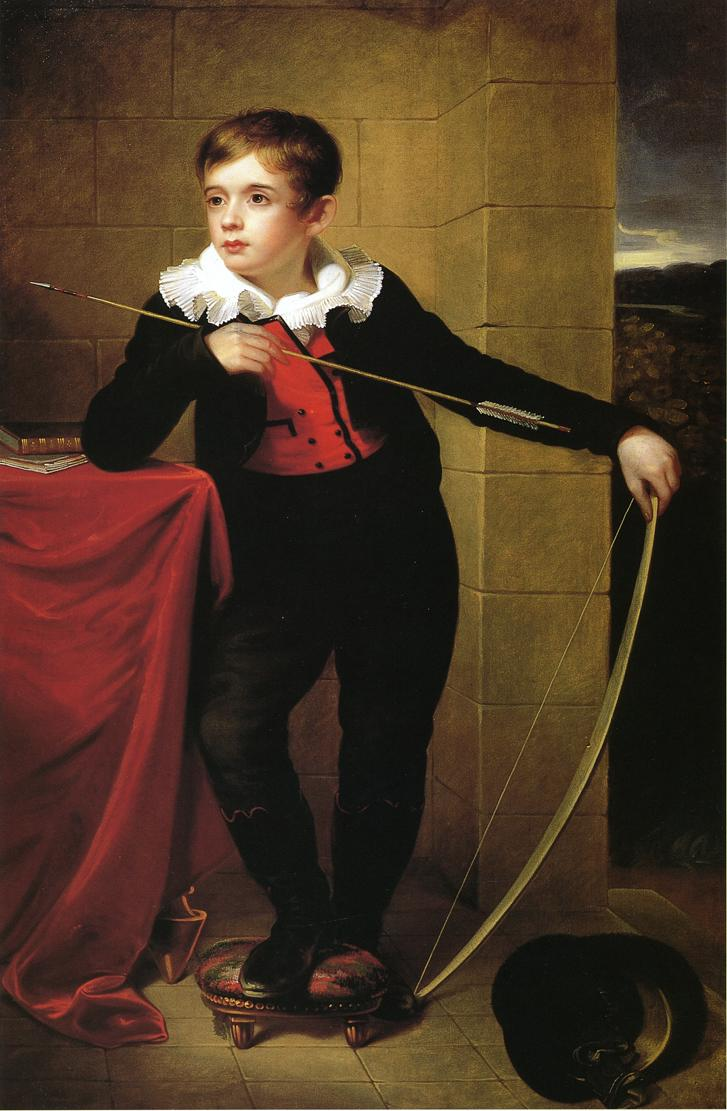
Garçon de la famille Taylor (1812)
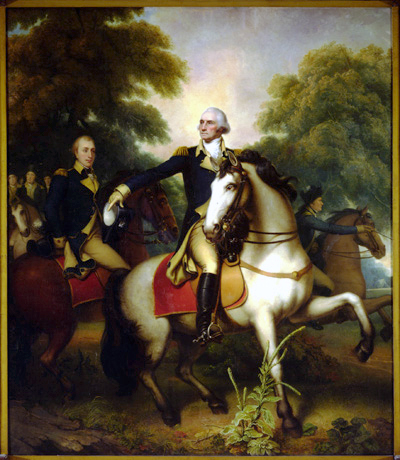
Washington après Yorktown (1823)
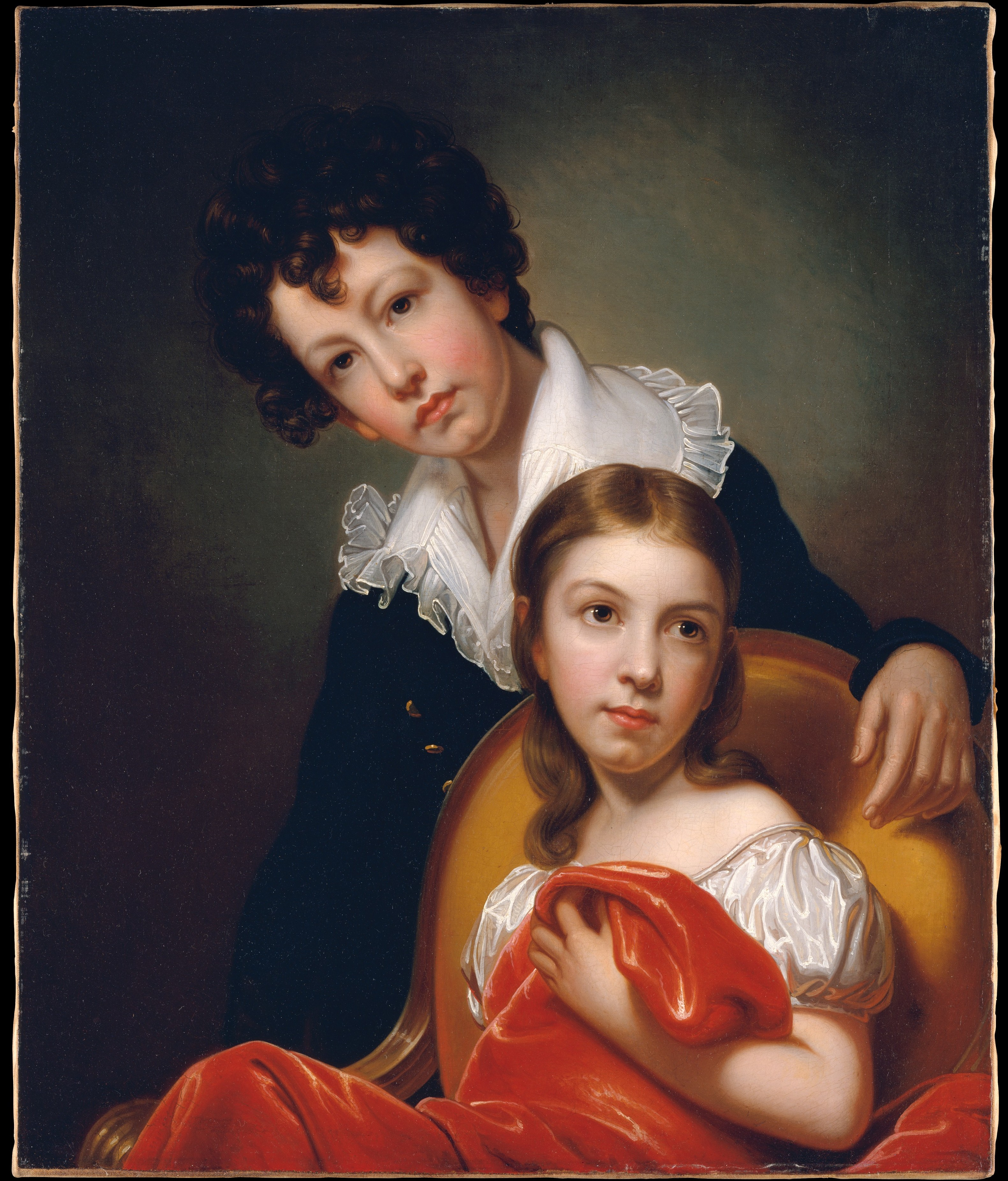
Michael Angelo et Emma Clara Peale (1826)
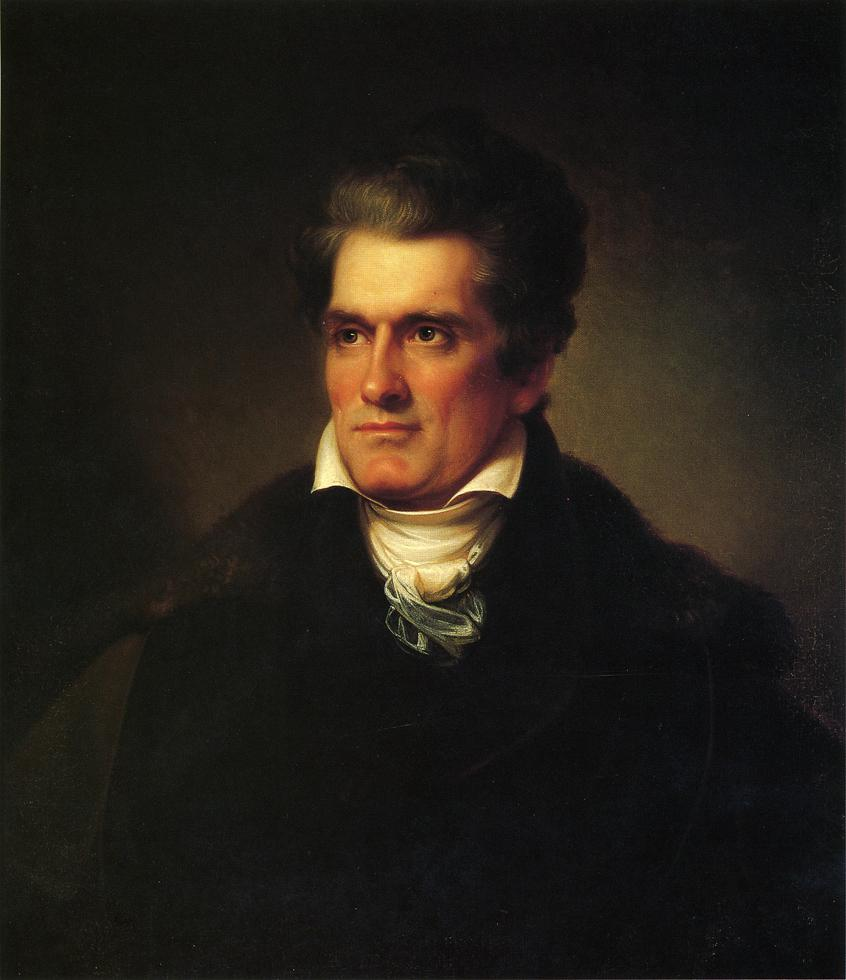
John C. Calhoun (1834)
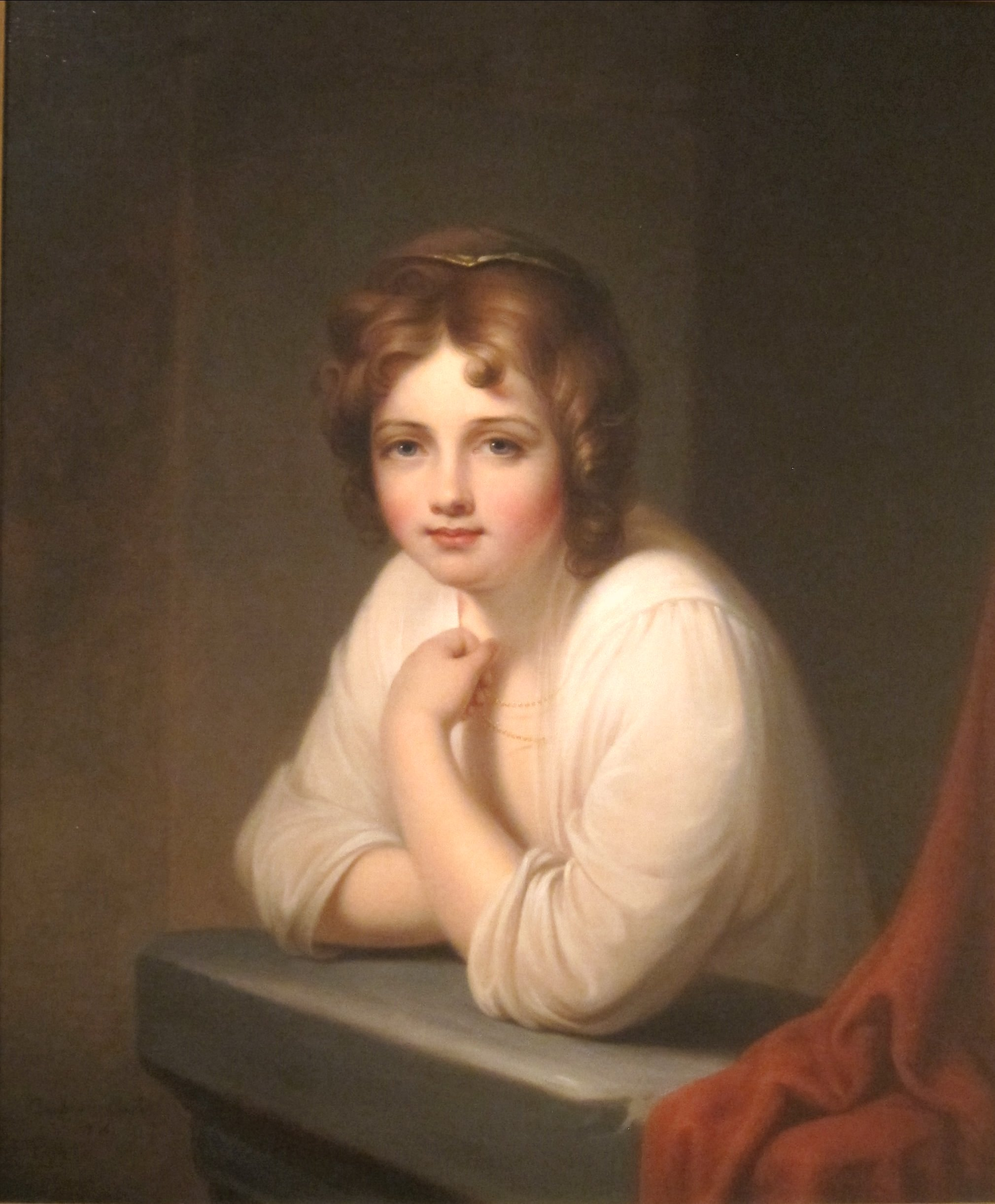
Fille à la fenêtre (Rosalba Peale) (1846)
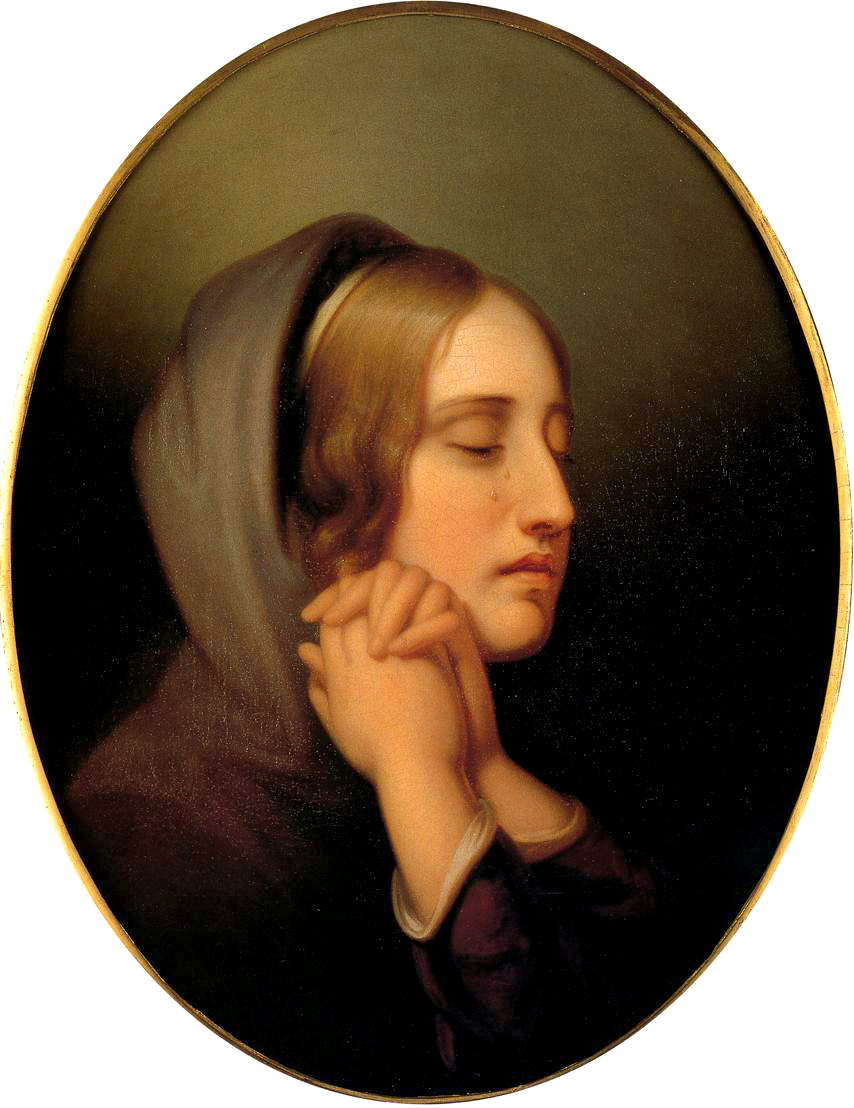
Pearl of Grief (1849)
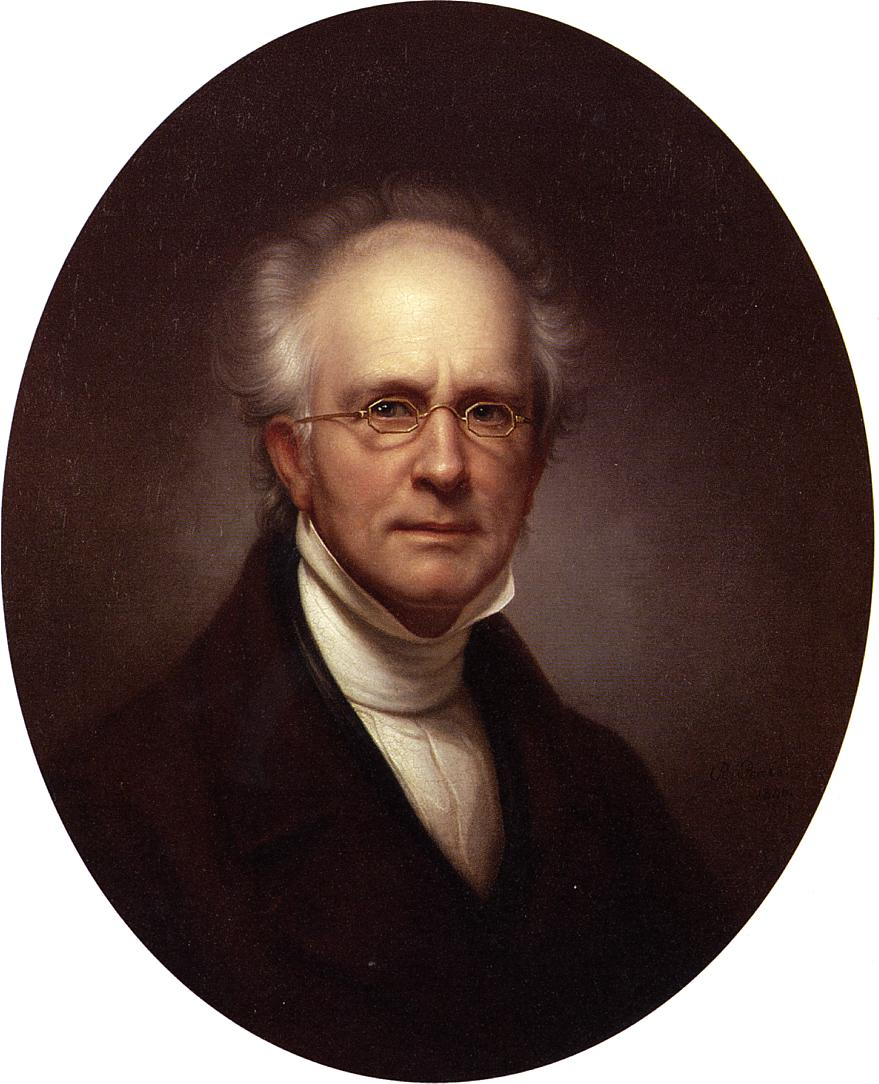
Autoportrait (1846)

## Orientation bibliographique
- David C. Ward (1993). Celebration of Self: The Portraiture of Charles Willson Peale and Rembrandt Peale, 1822-27, American Art, 7 (1) : 8-27.  (ISSN 1073-9300)